# 애티바 허친슨
애티바 허친슨(영어: Atiba Hutchinson, 1983년 2월 8일 ~ )은 캐나다의 은퇴한 축구 선수로 과거 캐나다 축구 국가대표팀의 주장도 맡은 바 있으며 캐나다 대표팀 역사상 국제 A매치 최다 출전 기록 보유자이자 캐나다의 유일한 FIFA 센추리클럽 가입자이다.

## 선수 경력

### 클럽
1998년 요크 리전 스타스에서 데뷔한 후 2002년 토론토 링크스에서 4경기를 소화했고 2003년 스웨덴 알스벤스칸의 외스테르스 IF로 이적하여 24경기 6골을 기록했다.
그 후 같은 스웨덴 리그의 헬싱보리 IF로 이적하여 리그 49경기 6골을 기록하며 2005년 리그 6위의 성적에 공헌했고 2005 시즌이 종료된 후 덴마크 수페르리가의 FC 코펜하겐으로 트레이드되어 2009-10 시즌까지 공식전 189경기 26골을 기록하며 팀의 리그 4연패, 2005-06 시즌 로열 리그 우승, 2006-07 시즌 덴마크컵 준우승, 2006-07 시즌 로열 리그 준우승, 2007-08 시즌 덴마크컵 4강, 2008-09 시즌 덴마크컵 우승 등에 크게 이바지한 것은 물론 2009-10 시즌 리그 올해의 선수상에도 선정되며 최고의 전성기를 구가했다.
그리고 코펜하겐에서의 화려한 전성기를 뒤로 하고 네덜란드 에레디비시의 명문 구단인 PSV 에인트호번으로 이적한 뒤 2012-13 시즌까지 3시즌동안 115경기 4골을 기록하며 2010-11 시즌과 2011-12 시즌 리그 3위, 2010-11년 UEFA 유로파리그 8강, 2011-12 시즌 KNVB 베커르 우승, 2012년 요한 크라위프 스할 우승, 2012-13 시즌 리그 준우승, 2012-13 시즌 KNVB 베커르 준우승 등에 공헌했다.
이후 2013-14 시즌 개막을 앞두고 튀르키예 쉬페르리그의 강호 베식타시 JK로 이적한 뒤 2022-23 시즌까지 공식전 334경기 27골로 3번의 리그 우승(2015-16, 2016-17, 2020-21), 5번의 리그 3위(2013-14, 2014-15, 2018-19, 2019-20, 2022-23), 2016-17년 UEFA 유로파리그 8강, 2017년 튀르키예 슈퍼컵 준우승, 2017-18 시즌 튀르키예 쿠파스 4강, 2020-21 시즌 튀르키예 쿠파스 우승, 2021년 튀르키예 슈퍼컵 우승 등에 공헌하며 베식타시의 주축으로 활약하다가 2022-23 시즌을 끝으로 25년간의 현역 생활을 마무리했다.

### 국가대표팀
2001년부터 2003년까지 캐나다 U-20 대표팀 소속으로 2번의 FIFA U-20 월드컵 본선(2001년, 2003년)에 출전하여 이 가운데 2003년 대회에서 팀의 8강 진출에 공헌했다.
그리고 2003년 1월 미국과의 친선 경기에서 국제 A매치 데뷔전을 치렀고 이듬해인 2004년 10월 9일 온두라스와의 2006년 FIFA 월드컵 북중미카리브 지역 3차 예선 2조 4차전에서 A매치 데뷔골을 신고했다.
이후 7번의 CONCACAF 골드컵 본선(2003년, 2005년, 2007년, 2009년, 2011년, 2019년, 2023년)에 출전하며 2007년 대회와 2023년 대회에서 4강에 오르는 등 4번의 대회에서 토너먼트 진출의 성과를 낸 것은 물론 2016년 CONCACAF 선정 베스트 11에도 이름을 올리는 기염을 토했다.
그리고 2022년 FIFA 월드컵을 통해 생애 첫 월드컵 본선 무대를 밟은 후 전 대회 준우승팀인 크로아티아와의 F조 조별리그 2차전에서 캐나다 선수로는 최초로 FIFA 센추리클럽에 가입하는 영예를 안았으며 파나마와의 2023년 CONCACAF 골드컵 4강전을 끝으로 20년간의 국가대표팀 선수 생활에 마침표를 찍었다.

## 대회 성적

### 클럽
FC 코펜하겐
- 덴마크 수페르리가 : 우승 (2005-06, 2006-07, 2007-08, 2008-09)
- 덴마크컵 : 우승 (2008-09), 준우승 (2006-07), 4강 (2007-08)
- 로열 리그 : 우승 (2005-06), 준우승 (2006-07)

 PSV 에인트호번
- 에레디비시 : 준우승 (2012-13), 3위 (2010-11, 2011-12)
- KNVB 베커르 : 우승 (2011-12), 준우승 (2012-13)
- 요한 크라위프 스할 : 우승 (2012)

 베식타시 JK
- 튀르키예 쉬페르리그 : 우승 (2015-16, 2016-17, 2020-21), 3위 (2013-14, 2014-15, 2018-19, 2019-20)
- 튀르키예 쿠파스 : 우승(2020-21), 4강 (2017-18)
- 튀르키예 슈퍼컵 : 준우승 (2017)

### 국가대표팀
캐나다
- CONCACAF 골드컵 : 4강 (2007, 2023)

### 개인
- 덴마크 수페르리가 올해의 선수 : 2009-10
- 캐나다 올해의 선수 : 2010, 2012, 2014, 2015, 2016, 2017
- CONCACAF 베스트 11 : 2016

## 같이 보기
- A매치 100경기 이상 출전한 축구 선수 명단